# Esto era
Esto era es el cuarto álbum de estudio de la cantante española Conchita, lanzado al mercado en 2014. Es un disco autoproducido, ya desvinculada de su anterior discográfica.
El último corte del álbum, "Quién hizo qué" es una original manera de incluir los agradecimientos.

## Lista de canciones
| N.º | Título               | Duración |  |
| 1.  | «Tú»                 | 03:10    |  |
| 2.  | «Soplé»              | 04:18    |  |
| 3.  | «Roto» (con Lichis)  | 04:14    |  |
| 4.  | «Tralará»            | 03:00    |  |
| 5.  | «Esto era»           | 03:42    |  |
| 6.  | «Yin yang»           | 02:53    |  |
| 7.  | «Vals»               | 03:51    |  |
| 8.  | «Lo intento»         | 04:00    |  |
| 9.  | «No hay manera»      | 03:33    |  |
| 10. | «Lo que tú no sabes» | 03:42    |  |
| 11. | «Quién hizo qué...»  | 02:44    |  |